# Ubaga
Ubaga è una frazione del comune di Borghetto d'Arroscia, in provincia di Imperia. Fino al 1877 fu comune autonomo e comprendeva le frazioni di Ubaghetta e di Montecalvo.

## Storia
Il toponimo viene fatto risalire al fatto che il paese sorge sul lato in ombra della collina soprastante (cfr. "opaca"; il nome Ubaga si ritrova peraltro identico anche in località spagnole).
Probabilmente il nucleo di Ubaga storicamente seguì le vicissitudini del capoluogo borghettino e delle altre comunità della media valle Arroscia.
Possedimento del Contado di Albenga e, successivamente, della Marca Arduinica e dei marchesi di Clavesana in epoca medievale. A partire dal 1522 la Repubblica di Genova acquisì definitivamente il feudo di Borghetto, e delle sue comunità annesse, che furono sottoposte alla giurisdizione del capitaneato di Pieve di Teco, seguendone quindi le sorti genovesi sino alla dominazione napoleonica di fine XVIII secolo.
Con la dominazione francese il territorio di Ubaga divenne municipalità, rientrando dal 2 dicembre 1797 all'interno della Repubblica Ligure, al quale furono annesse le due principali frazioni di Ubaghetta e di Montecalvo e rispettive comunità parrocchiali; prima di tale data facenti parti, come giurisdizione, del comune di Laigueglia. Dal 28 aprile del 1798 fece parte del VI cantone, con capoluogo Ranzo, della Giurisdizione di Centa e dal 1803 centro principale del III cantone di Pieve nella Giurisdizione degli Ulivi. Annesso al Primo Impero francese dal 13 giugno 1805 al 1814 venne inserito nel Dipartimento di Montenotte.
Nel 1815 il territorio fu inglobato nel Regno di Sardegna, così come stabilì il Congresso di Vienna del 1814, e successivamente nel Regno d'Italia dal 1861. Dal 1859 al 1926 il territorio fu compreso nel V mandamento di Pieve di Teco del circondario di Porto Maurizio facente parte della provincia di Porto Maurizio (poi provincia di Imperia, dal 1923).
Nel censimento del 1861 risultava avere una popolazione di circa 600 abitanti.
Il comune di Ubaga cessò ogni attività e autonomia amministrativa nel 1877 quando, a seguito del Reale Decreto n° 3608 del 23 dicembre 1876, l'ente venne soppresso e aggregato al comune di Borghetto d'Arroscia con lo status di frazione.

## Monumenti e luoghi d'interesse

### Architetture religiose
- Chiesa parrocchiale di Sant'Antonio abate nella frazione di Ubaga. Al suo interno è custodito un polittico di Pietro Guido datato al 1537 e un fonte battesimale in pietra del 1504.